# Премія Шиллера
Пре́мія Ши́ллера — швейцарська літературна премія, яку надавала Фундація Шиллера від 1920 до 2012 року. Від 1988 року розмір премії становив 30 000 швейцарських франків. Премію надавали за життєві літературні досягнення, при цьому твори могли бути написані однією з чотирьох державних мов. 2012 року премію замінили на Швейцарські літературні премії.

## Список лауреатів
- 2012 Петер Біхсель und Джованні Ореллі
- 2010 Філіп Жаккотте
- 2005 Еріка Буркарт
- 2000 Грицько Машіоні
- 1997 Моріс Шаппа
- 1992 Гуго Льотшер
- 1988 Джорджіо Ореллі
- 1982 Дені де Ружмон
- 1973 Макс Фріш
- 1960 Фрідріх Дюрренматт
- 1955 Гонзаг де Рейнольд
- 1948 Майнрад Інглін
- 1943 Пайдер Лансель
- 1936 Шарль Фердінан Рамю
- 1930 Якоб Шаффнер
- 1928 Франческо Кієза
- 1923 Філіп Годе
- 1922 Якоб Боссгарт
- 1920 Карл Шпіттелер